# Eddie Gaven
Eddie Gaven (Hamilton Township, 25 ottobre 1986) è un ex calciatore statunitense, di ruolo centrocampista.

## Carriera
Ha iniziato a giocare nei New York MetroStars, prima di trasferirsi al Columbus Crew nel 2006.

## Palmarès

### Club

#### Competizioni nazionali
- MLS Supporters' Shield: 2

Columbus Crew: 2008, 2009
- Campionato MLS: 1

Columbus Crew: 2008